# Alessandria della Rocca

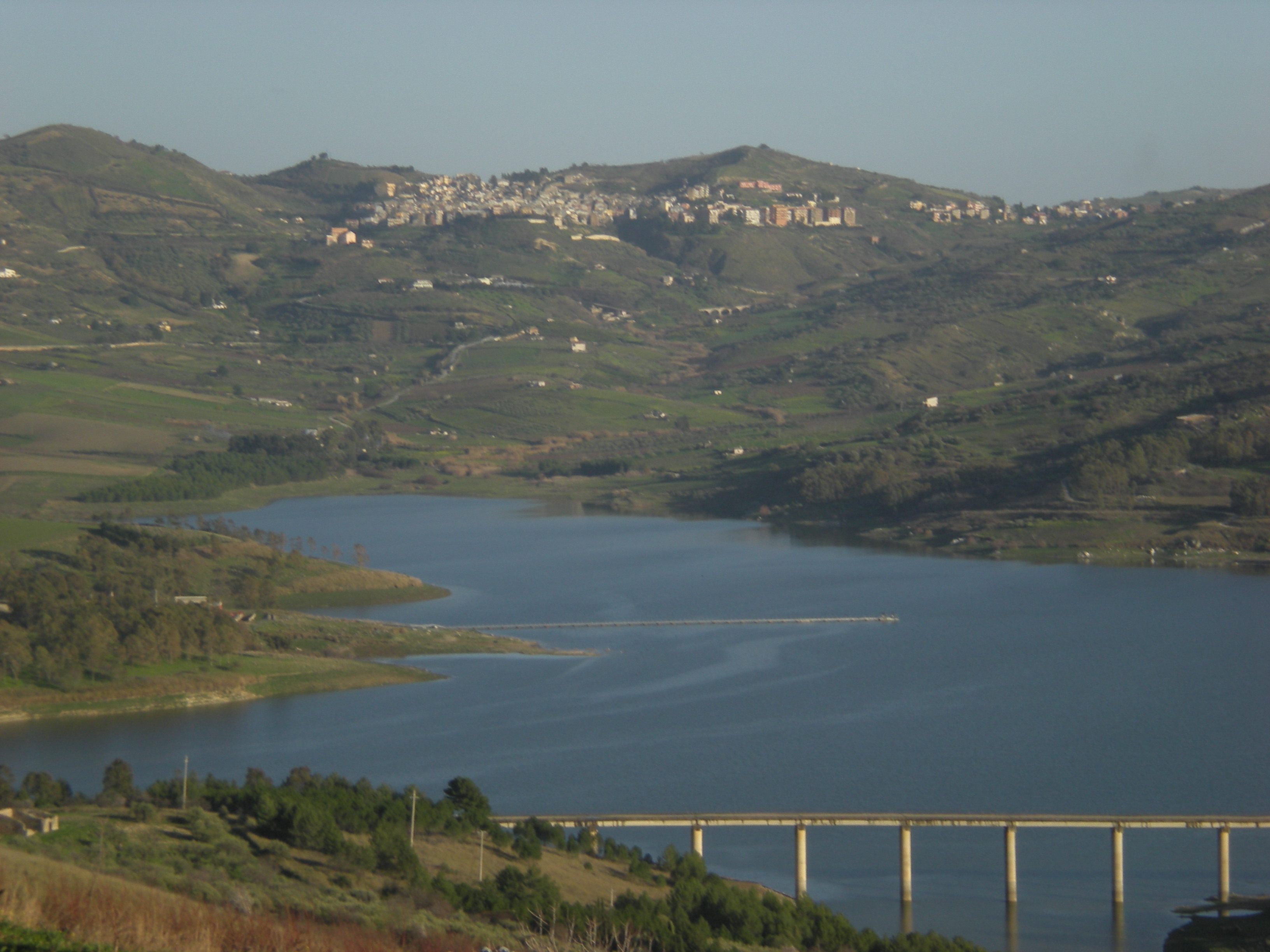
Alessandria della Rocca

Alessandria della Rocca ist eine Stadt im Freien Gemeindekonsortium Agrigent in der Region Sizilien in Italien.

## Lage und Daten
Alessandria della Rocca liegt 53 km nördlich von Agrigent im Gebiet der Monti Sicani. Die Gemeinde hat 2399 Einwohner (Stand 31. Dezember 2023), die hauptsächlich in der Landwirtschaft (Anbau von Getreide, Obst) arbeiten.
Die Nachbargemeinden sind Bivona, Cianciana, San Biagio Platani, Sant’Angelo Muxaro und Santo Stefano Quisquina.
Nachdem der Bahnverkehr nach Alessandria della Rocca 1959 eingestellt wurde, ist der Ort heute nur noch über Straßen zu erreichen.

## Geschichte
Alessandria della Rocca wurde im Jahre 1570 von Blasco Barresi gegründet. Bis 1862 trug der Ort den Namen Alessandria della Pietra. Der Name stammt von dem Heiligtum Santa Maria della Rocca, welches im 17. Jahrhundert errichtet worden ist.

## Sehenswürdigkeiten
Die Stadt hat eine regelmäßige und rechtwinkelige Ausdehnung. Die Sehenswürdigkeiten sind die Pfarrkirche aus dem 17. Jahrhundert, die Santa Maria del Pilar geweiht ist, und das Heiligtum der Santa Maria della Rocca im Süden des Ortes. Am Standort des Heiligtums ist laut Überlieferung im 17. Jahrhundert eine Statue der heiligen Jungfrau gefunden worden.

## Persönlichkeiten
- Giuseppe Maria Maniscalco (1783–1855), Franziskaner, Bischof von Caltagirone 1854–1855